# Blanca van Brienne
Blanca van Brienne (circa 1252 - circa 1302) was barones van Tingry en vrouwe van La Loupeland. Ze behoorde tot het huis Brienne.

## Levensloop
Blanca was het enige kind en de erfgename van Jan van Brienne, grootbutler van Frankrijk, uit diens tweede huwelijk met Johanna van Châteaudun, dochter van burggraaf Godfried VI van Châteaudun en weduwe van graaf Jan I van Montfort.
Ze was mede-erfgename van haar moeder, van wie ze de heerlijkheid La Loupeland in Maine erfde. Blanca huwde in 1269 met Willem II van Fiennes (1250-1302), baron van Fiennes en Tingry. Willem was daarenboven heer van Wendover in Buckinghamshire, Lambourne in Essex, Chokes en Gayton in Northamptonshire, Martock in Somerset en Carshalton en Clapham in Surrey, evenals bewaker van het graafschap Ponthieu. Uit het huwelijk werden op zijn minst een zoon en twee dochters geboren:
- Jan I (1281-1340), heer van Fiennes en Tingry, huwde in 1307 met Isabella van Dampierre, dochter van Gwijde van Dampierre, graaf van Vlaanderen.
- Johanna (overleden voor 1309), huwde in 1291 met baron John Wake.
- Margaretha (na 1269 - 1333), huwde in 1285 met baron Edmund Mortimer

Blanca stierf op een onbekende datum rond het jaar 1302. Haar echtgenoot Willem sneuvelde datzelfde jaar in de Guldensporenslag.